# Debelo črevo
Debélo črevó (tudi širôko črevó ali kolon, lat. intestinum crassum) je pri človeku in rastlinojedih živalih zadnji odsek prebavne cevi. Je del črevesja; začne se za tankim črevesom in se konča z zadnjikom.
Debelo črevo predstavlja zadnji del prebavil in prebavnega sistema pri vretenčarjih. V njem se voda absorbira, preostali odpadni material pa se shrani kot blato, ki se izloči med defekacijo. Večina virov navaja, da debelo črevo sestavljajo slepo črevo, kolon, danka in analni kanal. Nekateri viri analni kanal izključujejo.
Pri ljudeh se debelo črevo začne v desnem iliakalnem področju medenice tik ob ali pod pasom. Preko ileocekalne zaklopke je povezan s koncema tankega in slepega črevesja. Nato se nadaljuje z dvigom proti trebuhu, se razprostre čez celotno širino trebušne votline kot prečni kolon, nato pa se spusti do danke in ima končno točko v analnem kanalu. Splošno je debelo črevo pri ljudeh dolgo približno 1,5 metra, kar predstavlja približno eno petino celotne dolžine prebavil.

## Anatomija
Debelo črevo je zadnji del prebavnega sistema, ki absorbira vodo in soli iz trdnih odpadnih produktov, preden se jih odstrani iz telesa kot blato. Hkrati predstavlja mesto, kjer se nahaja večinoma bakterijska flora, ki fermentira neabsorbiran material. Za razliko od tankega črevesja debelo črevo nima pomembne vloge pri absorbciji hrane in hranilnih snovi. Vsak dan pride v debelo črevo približno 1,5 litra vode.
Dolžina debelega črevesa pri moških je povprečno 166 cm (razpon od 80 do 313 cm), pri ženskah pa povprečno 155 cm (razpon od 80 do 214 cm).

### Deli
Pri sesalcih je debelo črevo sestavljeno iz petih delov. To so slepo črevo (cekum, lat. caecum) in navzgornji (ascendentni) kolon (lat. colon ascendens), prečni (transverzni) kolon (lat. colon transversum), navzdolnji (descendentni) kolon (lat. colon descendens), esasto črevo (sigmoidni kolon, lat. colon sigmoideum) in danka (rektum, lat. rectum).
Odseki debelega črevesa so:
- Navzgornji kolon, vključno s slepim črevesom in slepičem;
- Prečni kolon, vključno s količnim upogibom in prečnim mezokolonom;
- Navzdolnji kolon;
- Esasto črevo, ki je v obliki črke S;
- Danka.

Deli debelega črevesa so bodisi intraperitonealni (ležijo v potrebušnični votlini) ali pa se nahajajo zadaj v retroperitoneumu. Retroperitonealni organi splošno niso popolnoma prekriti s potrebušnico, zato so fiksirani na mestu. Intraperitonealni organi so v celoti obkroženi s potrebušnico, zato so mobilni. Navzgornji in navzdolnji kolon in danka ležijo retroperitonealno, slepo črevo, slepič, prečni kolon in esasto črevo pa intraperitonealno. To je pomembno za dostopanje do organov med operacijo, kot je laparotomija.
Povprečni notranji premeri posameznih odsekov debelega črevesa v centimetrih so: slepo črevo 8,7 (razpon 8,0-10,5), navzgornji kolon 6,6 (razpon 6,0-7,0), prečni kolon 5,8 (razpon 5,0-6,5), navzdolnji kolon 6,3 (razpon 6,0-6,8) in danka v bližini stika z esastim črevesom 5,7 (razpon 4,5-7,5).
Mišici zapiralki ((lat. m. sphincter internus et externus) na koncu zadnjika nista več del debelega črevesa.

#### Slepo črevo in slepič
Slepo črevo je začetni del debelega črevesa in sodeluje pri prebavi, medtem ko je slepič, ki se embrionalno razvije iz njega, del debelega črevesa, ki ni vključen v prebavo in se šteje za del limfnega tkiva, ki je povezano s črevesjem. Njegova funkcija je negotova, vendar v nekaterih virih piše, da ima vlogo pri naseljevanju debelega črevesa z mikrofloro in da pripomore k ponovni naselitvi debelega črevesa z bakterijami, kadar je mikroflora poškodovana zaradi imunske reakcije. Za slepič je značilna tudi visoka koncentracija limfnih celic.

#### Navzgornji kolon
Navzgornji kolon je prvi od štirih delov debelega črevesa. S tankim črevesom je povezan preko slepega črevesa. Navzgornji kolon poteka skozi trebušno votlino približno 20 cm navzgor do prečnega kolona.
Ena od glavnih funkcij debelega črevesa je absorbcija vode in drugih ključnih hranilnih snovi iz odpadnega materiala in njihova reciklaža. Odpadni material potuje iz tankega črevesa skozi ileocekalno zaklopko v slepo črevo, nato pa v navzgornji kolon, kjer se začne postopek ekstrakcije. Preostanek se pomika navzgor proti prečnemu kolonu s pomočjo peristaltike. Navzgornji kolon je včasih spojen s slepičem preko Gerlachove zaklopke. Pri prežvekovalcih je navzgornji kolon znan kot spiralni kolon. Ob upoštevanju ljudi vseh starosti in obeh spolov se rak debelega črevesa najpogosteje pojavi prav v tem delu (41%).

#### Prečni kolon
Prečni kolon je del debelega črevesa, ki poteka od hepatične fleksure (zavoja debelega črevesa pri jetrih) do splenične fleksure (zavoja debelega črevesa pri vranici). Prečni kolon visi pod želodcem, s katerim ga povezuje velika guba potrebušnice, imenovana veliki omentum. Na zadnji strani je povezan z zadnjo trebušno steno preko dela mezenterija, imenovanega prečni mezokolon.
Prečni kolon je obložen s potrebušnico in je zato mobilen, kar pa ne velja za dela debelega črevesa, ki se z njim povezujeta od spredaj in zadaj (navzgornji in navzdolnji kolon).
Proksimalni, torej začetni dve tretjini prečnega kolona oskrbuje srednja količna arterija, ki je veja zgornje mezenterične arterije, medtem ko zadnjo tretjino oskrbujejo veje spodnje mezenterične arterije. Območje med tema dvema področjema različnih prekrvavitev je občutljivo na ishemijo.

#### Navzdolnji kolon
Navzdolnji kolon poteka od splenične fleksure do začetka sigmoidnega kolona oziroma esastega črevesa. Njegova vloga v prebavnem sistemu je shranjevanje iztrebkov, ki jih pozneje izprazni v danko. Pri dveh tretjinah ljudi je retroperitonealen, preostanek pa ima navadno kratki mezenterij. S krvjo ga preskrbuje leva količna arterija. Flora v tem delu je zelo številčna.

## Fiziologija in funkcije
Debelo črevo je zadnji del prebavne cevi, ki se konča z danko. Je nadaljevanje tankega črevesa, dolgo približno 1,5 metra.
Kislost v debelem črevesu pada v distalni smeri; na začetku debelega črevesa je pH vrednost okoli 5,5, v srednjem delu okoli 6,2 in na koncu okoli 6,8. 
V debelem črevesu živi več milijard bakterij, ki pripomorejo k dokončnemu razkroju hrane, pri tem pa nastajajo plini, kot so vodik, ogljikov dioksid, vodikov sulfid in metan. Sluznica v debelem črevesu ne izloča več prebavnih sokov, saj je prebava hrane tukaj že končana, pač pa samo sluz, ki maže iztrebke in jim lajša prehod. Protitelesca v sluzi nas ščitijo pred raznimi bakterijskimi obužbami. 
Funkcije debelega črevesa:
- reabsorbcija vode in nekaterih vitaminov
- tvorba iztrebkov iz kaše, ki pride iz tankega črevesa
- zadrževanje blata do izpraznitve.